# Cvijan Milošević
Cvijan Milošević, cirill betűkkel Цвиjaн Mилoшeвић (Tuzla, 1963. október 27. –) jugoszláv válogatott bosnyák labdarúgó, középpályás, olimpikon.

## Pályafutása

### Klubcsapatban
1981 és 1990 között a Sloboda Tuzla labdarúgója volt. 1990-től Belgiumban játszott. 1990 és 1995 között az RFC Liège, 1995–96-ban a Royal Antwerp, 1996 és 1999 között a Germinal Ekeren, 1999 és 2001 között a Westerlo játékosa volt. Összesen három belgakupa-győzelmet szerzett belgiumi pályafutása alatt.

### A válogatottban
1988-ban egy alkalommal szerepelt a jugoszláv válogatottban. Az 1988-as szöuli olimpián kilencedik lett a csapattal.

## Sikerei, díjai
RFC Liège
- Belga kupa
  - győztes: 1990

 Germinal Ekeren
- Belga kupa
  - győztes: 1997

 Westerlo
- Belga kupa
  - győztes: 2001

## Statisztika

### Mérkőzése a jugoszláv válogatottban
| Jugoszlávia | Jugoszlávia         | Jugoszlávia             | Jugoszlávia | Jugoszlávia | Jugoszlávia | Jugoszlávia | Jugoszlávia | Jugoszlávia |
| #           | Dátum               | Helyszín                | Hazai       | Eredmény    | Vendég      | Kiírás      | Gólok       | Esemény     |
| ----------- | ------------------- | ----------------------- | ----------- | ----------- | ----------- | ----------- | ----------- | ----------- |
| 1.          | 1988. augusztus 24. | Luzern, Allmend-stadion | Svájc       | 0 – 2       | Jugoszlávia | barátságos  | -           | 86'         |
|             | Összesen            |                         |             | 1           | mérkőzés    |             | 0           | gól         |